# Pablo Velázquez
Pablo César Leonardo Velázquez Centurión (ur. 12 marca 1987 w Asunción) – paragwajski piłkarz występujący na pozycji napastnika, reprezentant Paragwaju, od 2023 roku zawodnik Rubio Ñú.

## Kariera klubowa
Velázquez pochodzi ze stołecznego miasta Asunción i swoją karierę piłkarską rozpoczynał w juniorskiej drużynie tamtejszego klubu Atlántida SC. Dzięki udanym występom w kategoriach młodzieżowych został dostrzeżony przez wysłanników znacznie czołowego zespołu w kraju – Club Libertad, do którego przeniósł się jako piętnastolatek. Po upływie trzech sezonów dołączył do seniorskiej ekipy i w paragwajskiej Primera División zadebiutował 10 grudnia 2005 w wygranym 4:1 spotkaniu z 12 de Octubre, w którym strzelił również swojego pierwszego gola w najwyższej klasie rozgrywkowej. Na koniec sezonu 2005 zdobył z Libertadem tytuł wicemistrza kraju, jednak pasmo sukcesów na arenie krajowej zaczął notować dopiero po przyjściu do drużyny argentyńskiego trenera Gerardo Martino. Podczas rozgrywek 2006 wywalczył swoje pierwsze mistrzostwo Paragwaju i sukces ten powtórzył także rok później, w sezonie 2007. Trzeci tytuł mistrzowski wywalczył w wiosennych rozgrywkach Apertura 2008, natomiast w jesiennym sezonie Clausura 2008 po raz czwarty z rzędu został mistrzem Paragwaju. Sam miał jednak niewielki wkład w te osiągnięcia, będąc jedynie rezerwowym ekipy.
Wiosną 2009 – nie mogąc wywalczyć sobie miejsca w wyjściowym składzie Libertadu – Velázquez udał się na wypożyczenie do beniaminka pierwszej ligi – stołecznego Club Rubio Ñú. Tam od razu został kluczowym graczem zespołu prowadzonego przez Francisco Arce i w rozgrywkach Apertura 2009 został królem strzelców ligi paragwajskiej z szesnastoma bramkami na koncie. Ogółem barwy Rubio Ñú reprezentował przez rok, po czym powrócił do Libertadu, gdzie w jesiennym sezonie Clausura 2010 wywalczył swoje piąte mistrzostwo Paragwaju, mając już pewne miejsce w pierwszym składzie. W styczniu 2011 za sumę trzech milionów dolarów przeniósł się na wypożyczenie do argentyńskiego San Lorenzo de Almagro z siedzibą w Buenos Aires, w którego barwach zadebiutował w tamtejszej Primera División 12 lutego 2011 w zremisowanym 1:1 meczu z Gimnasią La Plata, natomiast pierwszą bramkę zdobył 4 marca w wygranej 3:0 konfrontacji z All Boys. Ogółem w San Lorenzo występował z kiepskim skutkiem przez pół roku, nie odnosząc żadnych sukcesów.
W lipcu 2011 Velázquez powrócił do swojego macierzystego Club Libertad, gdzie przez pierwsze pół roku pełnił rolę rezerwowego, aby później zostać podstawowym zawodnikiem drużyny. W jesiennym sezonie Clausura 2012 wraz z Libertadem zdobył szóste mistrzostwo Paragwaju w swojej karierze, wydatnie przyczyniając się do tego osiągnięcia i będąc czołowym strzelcem rozgrywek ligowych. W lipcu 2013 został ściągnięty przez swojego rodaka José Cardozo do prowadzonego przez niego meksykańskiego zespołu Deportivo Toluca. W tamtejszej Liga MX zadebiutował 21 lipca 2013 w przegranym 0:1 spotkaniu z Pachucą, natomiast premierowego gola w Meksyku strzelił już pięć dni później, w wygranym 4:3 ligowym pojedynku z Morelią. Już w pierwszym, jesiennym sezonie Apertura 2013 zdobył tytuł króla strzelców meksykańskiej ligi, notując dwanaście trafień, zaś w 2014 roku jako kluczowy gracz dotarł do finału najbardziej prestiżowych rozgrywek północnoamerykańskiego kontynentu – Ligi Mistrzów CONCACAF.
Wiosną 2015 Velázquez został wypożyczony do kolumbijskiego Atlético Nacional z siedzibą w Medellín. W tamtejszej Categoría Primera A zadebiutował 12 lutego 2015 w przegranym 1:2 meczu z Atlético Huila, zaś pierwszą bramkę zdobył 1 marca tego samego roku w wygranej 4:0 konfrontacji z Uniautónomą. W barwach Atlético Nacional występował przez sześć miesięcy, jednak nie odniósł większych sukcesów i nie potrafił nawiązać do wcześniejszych osiągnięć strzeleckich. Bezpośrednio po tym powrócił do Meksyku, gdzie – również na zasadzie wypożyczenia – zasilił drużynę Monarcas Morelia, z którą jeszcze w 2015 roku zajął drugie miejsce w krajowym superpucharze – Supercopa MX. Ogółem w Morelii spędził rok w roli podstawowego zawodnika, po czym powrócił do ojczyzny, zostając wypożyczonym do stołecznego Cerro Porteño.

## Kariera reprezentacyjna
W styczniu 2007 Velázquez został powołany przez Ernesto Mastrángelo do reprezentacji Paragwaju U-20 na Mistrzostwa Ameryki Południowej U-20. Tam regularnie, choć nie zawsze w wyjściowym składzie, pojawiał się na boiskach; rozegrał pięć z dziewięciu możliwych spotkań (cztery w pierwszej jedenastce). Jego kadra zajęła drugie miejsce w pierwszej rundzie, notując bilans dwóch zwycięstw i dwóch remisów, lecz podczas drugiej fazy rozgrywek wygrała dwukrotnie i trzy razy schodziła z boiska pokonana, a wskutek zajęcia dopiero piątej lokaty nie zdołała się zakwalifikować na Mistrzostwa Świata U-20 w Kanadzie.
W seniorskiej reprezentacji Paragwaju Velázquez zadebiutował za kadencji selekcjonera Francisco Arce, 25 kwietnia 2012 w wygranym 1:0 meczu towarzyskim z Gwatemalą. Wystąpił w nieudanych ostatecznie dla jego drużyny eliminacjach do Mistrzostw Świata 2014, podczas których rozegrał jedno spotkanie.

## Statystyki kariery

### Klubowe
| Libertad          | 2005      | Paragwaj  | Primera División | 1   | 1   | — | —       | —             | —  | —   | 1   | 1   |
| Libertad          | 2006      | Paragwaj  | Primera División | 0   | 0   | — | —       | —             | —  | —   | 0   | 0   |
| Libertad          | 2007      | Paragwaj  | Primera División | 14  | 3   | — | —       | CS            | 2  | 0   | 16  | 3   |
| Libertad          | 2008      | Paragwaj  | Primera División | 5   | 0   | — | —       | —             | —  | —   | 5   | 0   |
| Rubio Ñú          | 2009      | Paragwaj  | Primera División | 39  | 27  | — | —       | —             | —  | —   | 39  | 27  |
| Libertad          | 2010      | Paragwaj  | Primera División | 34  | 10  | — | —       | CL            | 12 | 3   | 46  | 13  |
| San Lorenzo       | 2010–2011 | Argentyna | Primera División | 17  | 2   | — | —       | —             | —  | —   | 17  | 2   |
| Libertad          | 2011      | Paragwaj  | Primera División | 16  | 2   | — | —       | CS            | 4  | 1   | 20  | 3   |
| Libertad          | 2012      | Paragwaj  | Primera División | 38  | 16  | — | —       | CL            | 12 | 3   | 50  | 19  |
| Libertad          | 2013      | Paragwaj  | Primera División | 19  | 7   | — | —       | CL            | 5  | 3   | 24  | 10  |
| Toluca            | 2013–2014 | Meksyk    | Liga MX          | 38  | 21  | — | —       | LMC           | 5  | 0   | 43  | 21  |
| Toluca            | 2014–2015 | Meksyk    | Liga MX          | 21  | 9   | 2 | 0       | —             | —  | —   | 23  | 9   |
| Atlético Nacional | 2015      | Kolumbia  | Primera A        | 13  | 3   | — | —       | CL            | 3  | 0   | 16  | 3   |
| Morelia           | 2015–2016 | Meksyk    | Liga MX          | 33  | 10  | 4 | 1       | —             | —  | —   | 37  | 11  |
| Cerro Porteño     | 2016      | Paragwaj  | Primera División | 0   | 0   | — | —       | CS            | 0  | 0   | 0   | 0   |
| Ogółem            |           |           |                  |     |     |   |         |               |    |     |     |     |
| Paragwaj          | Paragwaj  | Paragwaj  | 166              | 76  | —   | — | CS + CL | 35            | 10 | 201 | 86  |     |
| Argentyna         | Argentyna | Argentyna | 17               | 2   | —   | — | —       | —             | —  | 17  | 2   |     |
| Meksyk            | Meksyk    | Meksyk    | 92               | 40  | 6   | 1 | LMC     | 5             | 0  | 103 | 41  |     |
| Kolumbia          | Kolumbia  | Kolumbia  | 13               | 3   | —   | — | CL      | 3             | 0  | 16  | 3   |     |
| Ogółem            | Ogółem    | Ogółem    | Ogółem           | 288 | 121 | 6 | 1       | CS + CL + LMC | 43 | 10  | 337 | 132 |

- CS – Copa Sudamericana
- CL – Copa Libertadores
- LMC – Liga Mistrzów CONCACAF

### Reprezentacyjne
| Paragwaj | Paragwaj | 2012   | 1 | 0 | — | — | — | — | — | 1 | 0 |
| Paragwaj | Paragwaj | 2013   | — | — | 1 | 0 | — | — | — | 1 | 0 |
| Paragwaj | Paragwaj | 2014   | 1 | 0 | — | — | — | — | — | 1 | 0 |
| Ogółem   | Ogółem   | Ogółem | 2 | 0 | 1 | 0 | — | — | — | 3 | 0 |